# Biemnida
Biemnida is een orde van sponsdieren uit de klasse van de Demospongiae (gewone sponzen).

## Families
- Biemnidae Hentschel, 1923
- Rhabderemiidae Topsent, 1928